# Dråpane
Dråpane är en kulle i Antarktis. Den ligger i Östantarktis. Norge gör anspråk på området. Toppen på Dråpane är 2 285 meter över havet, eller 32 meter över den omgivande terrängen. Bredden vid basen är 0,36 km.
Terrängen runt Dråpane är platt norrut, men söderut är den kuperad. Trakten är obefolkad. Det finns inga samhällen i närheten.